# Залізнична платформа 2926 км
Залізнична платформа 2926 км (рос. Остановочная Платформа 2926 км) — населений пункт (тип: залізнична платформа) у Чановському районі Новосибірської області Російської Федерації.
Входить до складу муніципального утворення міське поселення робітниче селище Чани. Населення становить 8 осіб (2010).

## Історія
Згідно із законом від 2 червня 2004 року органом місцевого самоврядування є міське поселення робітниче селище Чани.

## Населення
| 2002 | 2007 | 2010 |
| ---- | ---- | ---- |
| 12   | ↘7   | ↗8   |